# ニュー山王ホテル
ニュー山王ホテル（ニューさんのうホテル、英語: The New Sanno、ニューサンノー、New Sanno U.S.Force Center、ニューサンノー米軍センター）は、東京都港区南麻布に所在する在日米軍の施設で、アメリカ海軍が管理している。

## 概要
ホテル様態としてアメリカ軍関係者が東京訪問時の宿泊施設、在日米軍勤務者の保養所、社交場として機能し、駐日アメリカ大使館関係者も利用する。施設内は英語とアメリカ合衆国ドルが用いられ、日本国籍の駐留軍等労働者も雇用されている。利用や宿泊はアメリカ海軍規定に準ずるが、週末は満室も多い。
日米地位協定などを協議する「日米地位協定各条に関する日米合同委員会」が開催されることでも知られる。

## 歴史
第二次世界大戦終結後の1946年（昭和21年）に、アメリカ軍は旧日本軍の山王ホテル士官宿舎を接収し、以後占有した。
1983年（昭和58年）10月に、旧山王ホテルは所有者の安全自動車らに返還され、日本国政府はアメリカ軍に代替として安立電気本社跡地と建物を提供した。部屋数149室、床面積15万平方フィート、駐車場台数74台、すべてが移転前の旧山王ホテルと同一である。1981年6月に建築着工し、1983年6月に完成して7月の閣議決定と日米間政府協定の締結を経て、7月16日にアメリカ軍へ提供された。
1983年11月に、日本国関係機関、ニュー山王ホテル代表、地元町内会等から構成される「ニューサンノー米軍センター地域連絡協議会」が設置されて定期的に協議がもたれている。
2004年（平成16年）から2006年（平成18年）に、内外装が大規模改修された。大成建設が施工した特別な大理石を敷き詰めたロビーや重厚で華やかな仕様は1,000万米ドル以上が費やされた。

## 施設概要
- 住所：東京都港区南麻布 4-12-20
- 開業：1983年10月[4]
- 客室数：149（全室禁煙）
- 土地面積：7,249平方メートル[2]（私有地[5]）
- 建物：地上7階、地下1階
- 管理部隊：極東海軍施設技術部隊[2]（アメリカ海軍横須賀基地司令部[5]）
- 売店
- 和食、洋食レストラン、カフェ、バーラウンジ
- スイミング・プール、フィットネスセンター
- 会議室、パーティー/宴会場
- 銀行、ATM

- アメリカ同時多発テロ事件以降、テロ対策を理由に施設前のパーキングメーターが撤去された。

## アクセス

### 鉄道・バス
- 東京メトロ日比谷線広尾駅より徒歩約12分
- 都営バス「都06（新橋駅～渋谷駅）」「品97（新宿駅～信濃町駅～品川駅）」天現寺橋停留所より徒歩約1分

### 自動車
- 明治通り天現寺橋交差点から東に約150メートル
- 首都高速道路2号線天現寺出入口：約50メートル